# Моттли, Миа
Миа Моттли (англ. Mia Mottley; род. 1 октября 1965) — барбадосский политик. Вступила в должность премьер-министра 25 мая 2018 года после победы Барбадосской лейбористской партии на парламентских выборах 24 мая 2018 года. Стала первой женщиной на этой должности и восьмым премьер-министром со времени обретения независимости от Великобритании в 1966 году, сменив Фрейнделя Стюарта. До вступления в должность премьера была лидером Барбадосской лейбористской партии.

## Биография
Миа Моттли родилась в 1965 году. На парламентских выборах 1994 года, на которых победила Барбадосская лейбористская партия, избрана членом парламента Барбадоса от избирательного округа северо-восточного Сент-Мишеля. В том же году, в возрасте 29 лет стала министром образования, по делам молодёжи и культуры в правительстве Оуэна Артура, став самым молодым министром в истории страны. В 2001 году назначена Генеральным прокурором и министром внутренних дел, став первой женщиной на этих должностях. После парламентских выборов 2008 года стала лидером Барбадосской лейбористской партии. В октябре 2010 года лидером партии был избран Оуэн Артур. Второй раз стала лидером Барбадосской лейбористской партии после парламентских выборов 2013 года.
В предвыборной программе Моттли была реструктуризация внешнего долга, прогрессивная политика в образовании и другие реформы. После избрания Моттли сообщила о долге в 5 млрд барбадосских долларов (около 7,5 млрд долларов США), что составляет 175 % от ВВП страны. Кристин Лагард, директор-распорядитель Международного валютного фонда выразила готовность реструктурировать долг.
На выборах 2018 года Барбадосская лейбористская партия получила все 30 мест в парламенте и набрала более 70 % голосов избирателей, что сделало Моттли первой женщиной в стране, избранной на пост премьер-министра. Она вступила в должность 25 мая 2018 года.